# Óblast de Minsk
El óblast de Minsk (en bielorruso: Мінская вобласць) es una de las seis regiones que conforman la República de Bielorrusia. Está formada por la zona que rodea la capital, Minsk, que está bajo una administración diferente. Es el único óblast de Bielorrusia sin frontera internacional. Tiene una población de 1.503.000 habitantes (estimación de 2004) y una superficie de 40.800 km², que en términos de extensión es similar a la de Suiza. La administración de la provincia se lleva a cabo en la ciudad de Minsk.

## Subdivisión territorial
Actualmente, el óblast de Minsk se compone de 22 distritos (raiones), 307 selsovéts, 22 ciudades, ocho municipalidades y veinte asentamientos urbanos.

### Raiones
- Raión de Barisau
- Raión de Berazino
- Raión de Chervyen
- Raión de Dzyarzhynsk
- Raión de Kapyl
- Raión de Kletsk
- Raión de Krupki
- Raión de Lahoysk
- Raión de Lyuban
- Raión de Maladzyechna
- Raión de Minsk
- Raión de Myadzel
- Raión de Nyasvizh
- Raión de Pukhavichy
- Raión de Salihorsk
- Raión de Slutsk
- Raión de Smalyavichy
- Raión de Staryyadarohi
- Raión de Stoŭbtsy
- Raión de Uzda
- Raión de Valozhyn
- Raión de Vileyka

### Ciudades importantes
Las siguientes son las ciudades más pobladas del óblast:
- Minsk[nota 1] (en bielorruso: Мінск; en ruso: Минск) - 1 901 700
- Barysaw (en bielorruso: Барысаў; en ruso: Борисов) - 180 100
- Salihorsk (en bielorruso: Салігорск; en ruso: Солигорск) - 102 335
- Maladzyechna (en bielorruso: Маладзечна; en ruso: Молодечно) - 98 514
- Slutsk (en bielorruso: Слуцк; en ruso: Слуцк) - 62 300
- Zhodzina (en bielorruso: Жодзiна; en ruso: Жодино) - 61 800
- Vileyka (en bielorruso: Вілейка; en ruso: Вилейка) - 30 000
- Dzyarzhynsk (en bielorruso: Дзяржынск; en ruso: Дзержинск) - 24 600
- Maryina Horka (en bielorruso: Мар'іна Горка; en ruso: Марьина Горка) - 23 400
- Stoŭptsy (en bielorruso: Стоўбцы; en ruso: Столбцы)  - 16 900
- Nezhevka (en bielorruso: Нежевка)
- Nyasvizh (en bielorruso: Нясвіж; en ruso: Несвиж) - 14 300
- Smalyavichy (en bielorruso: Смалявічы; en ruso: Смолевичи) - 14 200
- Zaslawye (en bielorruso: Заслаўе; en ruso: Заславль) - 13 500
- Fanipol (en bielorruso: Фаніпаль; en ruso: Фаниполь) - 13 200
- Berazino (en bielorruso: Беразіно; en ruso: Березино) - 13 100
- Lyuban (en bielorruso: Любань; en ruso: Любань) - 11 800
- Staryya Darohi (en bielorruso: Старыя Дарогі; en ruso: Старые Дороги) - 11 700
- Valozhyn (en bielorruso: Валожын; en ruso: Воложин) - 11 400
- Lahojsk (en bielorruso: Лагойск; en ruso: Логойск) - 11 000
- Kapyl (en bielorruso: Капыль; en ruso: Копыль) - 10 700
- Kletsk (en bielorruso: Клецк; en ruso: Клецк) - 10 600
- Cherven (en bielorruso: Чэрвень; en ruso: Червень) - 10 500
- Uzda (en bielorruso: Узда; en ruso: Узда) - 10 000
- Krupki (en bielorruso: Крупкі; en ruso: Крупки) - 8 300
- Myadzyel (en bielorruso: Мядзел; en ruso: Мядель) - 7 100